# Vĩnh Lợi, Tân Hưng
Vĩnh Lợi là một xã thuộc huyện Tân Hưng, tỉnh Long An, Việt Nam.

## Địa lý
Xã Vĩnh Lợi có diện tích 52,95 km², dân số năm 1999 là 3.642 người, mật độ dân số đạt 69 người/km².
Một phần của khu bảo tồn đất ngập nước Láng Sen nằm trên địa bàn xã.

## Hành chính
Xã Vĩnh Lợi được chia thành 4 ấp: Cả Cát, Cả Nga, Cả Nô, Cả Sách.

## Lịch sử
Ngày 18 tháng 7 năm 2019, HĐND tỉnh Long An ban hành Nghị quyết số 43/NQ-HĐND về việc sáp nhập ấp Cà Na vào ấp Cả Nga.